# Arcidiocesi di Costantinopoli

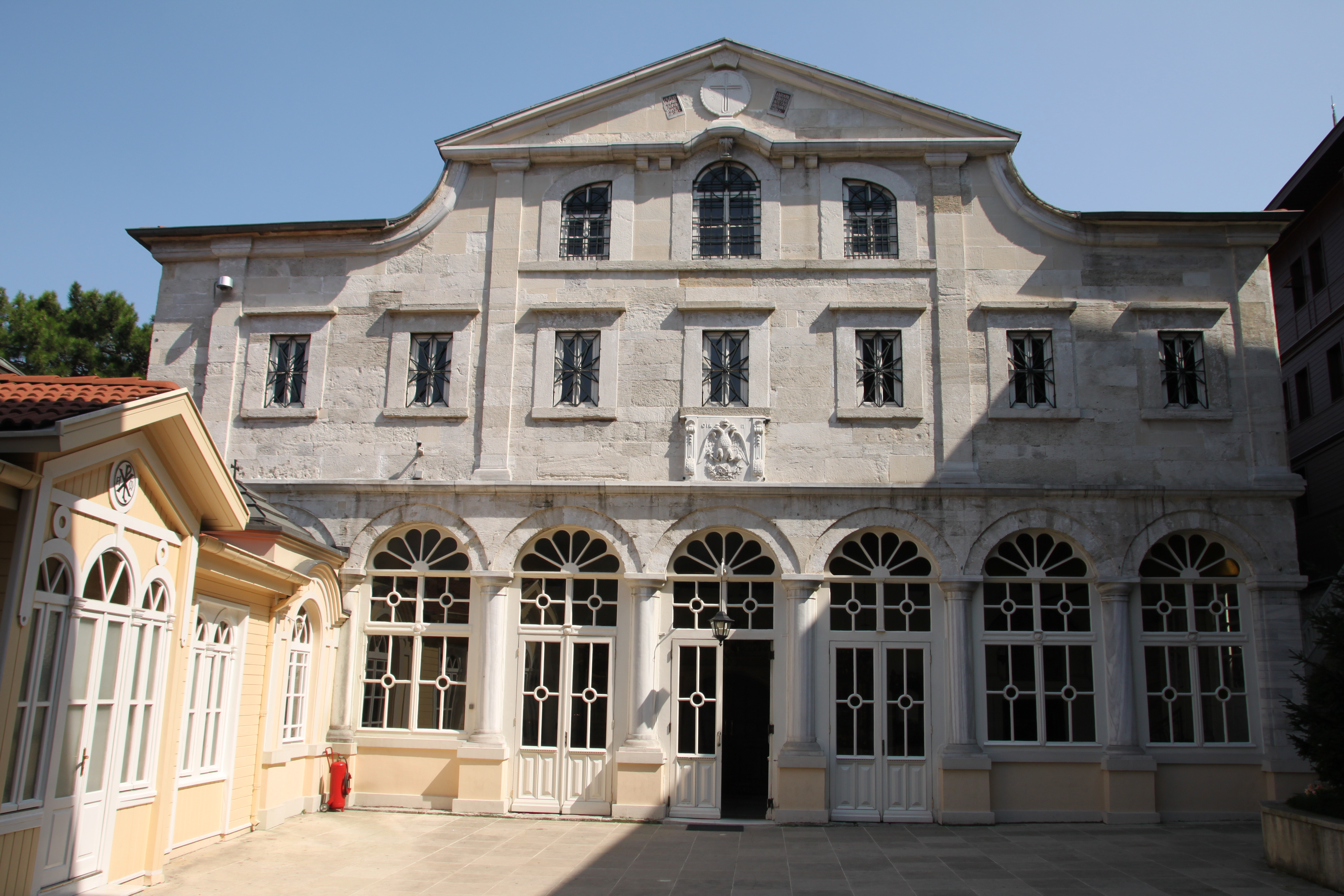
La cattedrale patriarcale di San Giorgio.

L'arcidiocesi di Costantinopoli (in greco Αρχιεπισκοπή Κωνσταντινουπόλεως?, Archiepiskopí Konstantinoupóleos) è una circoscrizione ecclesiastica del patriarcato ecumenico di Costantinopoli e sede propria del patriarca.
Dal 2 novembre 1991, arcivescovo di Costantinopoli, nuova Roma, e patriarca ecumenico è Bartolomeo.

## Territorio
L'arcidiocesi comprende solo una parte della capitale turca Istanbul. Nel quartiere Fener si trova la cattedrale patriarcale di San Giorgio.
Il territorio arcidiocesano è suddiviso in 5 regioni episcopali, ciascuna retta da un metropolita, alle dipendenze dirette del patriarca:
- distretto di Stavrodromi (Pera);[2]
- distretto di Tataoula / Tatavla (Kurtuluş);
- distretto del Bosforo;[3]
- distretto di Hypsomatheia / Ypsomathia (Samatya);[4]
- distretto di Fener e del Corno d'Oro.[5]